# Paracelia
Paracelia (лат.) — подрод жуков-тускляков из семейства жужелиц и подсемейства харпалин (Harpalinae).

## Описание
По внешнему виду и окраске во многом идентичен видам подрода Celia, но в основном с заостренными выступающими передними углами переднеспинки. Простернальный отросток окаймлен, с двумя (редко до четырех у отдельных экземпляров) щетинками на вершине. Средний брюшной стернит с парой щетинок. Средняя нога на нижней стороне с четырьмя порами, содержащими щетинки.

## Систематика
В состав рода включают около 25 вида.
Выделенный в 1978 году подрод Iranoleirides Hieke, 1978 (монотипический) в 2006 году (Hieke 2006: 263) был синонимизирован с подродом Paracelia.

### Виды
К этому подроду относятся виды:
- Amara aidereensis Hieke, 2002
- Amara aimonissabaudiae Baliani, 1932
- Amara annapurnensis Hieke, 2006
- Amara astrabadensis Lutshnik, 1935
- Amara cardionota Putzeys, 1878
- Amara cardionotoides Hieke, 1988
- Amara cyrenaica Baliani, 1928
- Amara dalmatina Dejean, 1828
- Amara diabolica Hieke, 1988
- Amara dichroa Putzeys, 1870
- Amara erberi Hieke, 2000
- Amara frivola Bates, 1878
- Amara hedjazica Hieke, 1988
- Amara indica Putzeys, 1866
- Amara monochroa Hieke, 2004
- Amara obtusangula Baliani, 1934
- Amara pulchra Baliani, 1943
- Amara quenseli (Schoenherr, 1806)
- Amara rufoaenea Dejean, 1828
- Amara samnitica A. Fiori, 1899
- Amara saxicola C. Zimmermann, 1832
- Amara serdicana Apfelbeck, 1904
- Amara simplex Dejean, 1828
- Amara superans Wollaston, 1854
- Amara virginea Baliani, 1932